# Výpočetní technika
Výpočetní technika (zkratka VT) je obor lidské činnosti, který se zabývá zpracováním dat pomocí počítačů, který od druhé poloviny 20. století představuje hlavní proud informatiky. Slovním spojením výpočetní technika se také označuje vybavení používané pro zpracování dat.
Slovním spojením zařízení výpočetní techniky se mluvčí zpravidla odkazuje na jeden kus zařízení vyvedeného v koncepci počítače, jehož výpočetní výkon se podílí na zajišťování chodu nějaké do informatiky patřící služby. Předmětným zařízením může být např. server, pracovní stanice, router nebo přístupový bod bezdrátové sítě.

## Historický vývoj
Netriviální výpočetní operace nejsou nijak nové. Delší historii mají mj. v demografii, kde se jimi již před nástupem počítačů docházelo k závěrům o porodnosti nebo úmrtnosti.
V době před moderními počítači lidé k usnadnění provádění náročných výpočtů používali jiné technické prostředky, např. tabulky předvypočtených hodnot (kupř. logaritmů, goniometrických funkcí nebo mocnin významných základů) nebo jednoduché mechanické pomůcky (kupř. logaritmické pravítko).
Od poloviny 20. století se pro potřeby armády a vědy začaly rozvíjet elektronické počítače, zhruba od začátku jeho 90. let lze hovořit o proniknutí osobních počítačů do domácností a na úřady a přelom milénia potom lze považovat za milník, kdy se k domácím uživatelům dostal i internet. S expanzí počítačů se však vytratil původní záměr, tedy počítání; lépe řečeno, počítání na úrovni osobních počítačů, tedy v rukou neodborné veřejnosti, ustoupilo do pozadí — stalo se méně viditelným a přešlo z role cíle do pozice nástroje.
Bez dílčího počítání by si sotva vystačilo samotné jádro operačního systému (to se stěží vyhne pointerové aritmetice, když té je zapotřebí pro realizaci každého pole), příklady provádění výpočtů však lze identifikovat i na pro počítačově méně gramotného uživatele přijatelnější úrovni. Dobrým zdrojem pro hledání příkladů složitých výpočtů jsou videohry s trojrozměrnou grafikou; jejich výpočetní náročnost si dokonce vyžádala, aby se tyto výpočty neodehrávaly v mikroprocesoru, nýbrž v grafické kartě — periferii. Počítání se v nemalé míře odehrává také v počítačových sítích, resp. sítích s přepojováním paketů, kde se s jeho pomocí budují směrovací tabulky.
V kontextu výpočetní techniky 21. století lze obecně říci, že náročným výpočtům jsou vyhrazeny zvláštní výpočetní moduly, které v osobních počítačích vystupují jako periferie, nebo je dle architektury počítače sestaven atypický „počítač“, který se se specifickými početními operacemi dokáže vypořádat lépe (rychleji, s menším omezením pro ostatní části systému); příkladem je router, který musí zvládat směrovat pakety i ve vysokých přenosových rychlostech. Přínos možné zvláštní konstrukce zařízení lze demonstrovat programovatelnými hradlovými poli, prostřednictvím kterých lze mj. jako by rozšířit výchozí instrukční sadu uživatelsky definovanými operacemi (kupř. o pátou odmocninu z 32bitového celého čísla).